# Sebhat Gebre-Egziabher
Sebhat Gebre-Egziabher (Sybhat Gebre Ygziabyher, amh. ስብሐት ለአብ ገብረ እግዚአብሔር) (ur. 1936 w Riba Gered w pobliżu Aduy, zm. 20 lutego 2012 w Addis Abebie) – etiopski pisarz i dziennikarz.
W 1946 roku rozpoczął naukę w szkole prowadzonej przez Szwedzką Misję Ewangelizacyjną w Addis Abebie, następnie kontynuował edukację w Koledżu Uniwersyteckim (obecnie Uniwersytet w Addis Abebie) przygotowując się do pracy nauczyciela języka angielskiego. Studia ukończył w 1958 roku, w latach 1960–1961 przebywał w Waszyngtonie, gdzie studiował bibliotekarstwo.
W 1962 roku uzyskał stypendium UNESCO, które pozwoliło mu wyjechać do Francji w celu studiowania socjologii i filozofii na Université Aix-en-Provence. Ze studiów zrezygnował po dwóch tygodniach, ale podczas dwuletniego pobytu w Aix-en-Provence powstała jego pierwsza powieść Letum Aynegalign (Nie doczekam kresu nocy). Książka, której głównym motywem było nocne życie Etiopii (które Sybhat Gebre poznał osobiście), została uznana za obsceniczną i doczekała wydania dopiero w 2004 roku.
Po powrocie do Etiopii pracował w Ministerstwie Edukacji, a następnie jako dziennikarz w pismach Menen oraz Ethiopia Mirror. Czasopisma te zostały zamknięte w 1974 roku, po przejęciu władzy przez Derg. Sybhat Gebre przez rok był bezrobotny, potem, w 1976 roku podjął pracą w Ministerstwie Informacji. W tym czasie znalazł się w grupie intelektualistów wyznaczonych przez władze do przetłumaczenia na język amharski Kapitału Karola Marksa. Po upadku reżimu Mengystu Hajle Marjama, pracował w agencji prasowej oraz jako dziennikarz  w pismach Addis Zemen oraz anglojęzycznym The Ethiopian Herald.
Jego debiutem książkowym był, opublikowany w 1988 roku, zbiór opowiadań Amyst, sydyst, sebat (Pięć, sześć, siedem).

## Twórczość
- አምስት ስድስት ሰባት (Amyst, sydyst, sebat)
- ትኩሳት Tekusat (1997)
- ሰባተኛው፡ መላክ Säbatägnaw Mälak (1999)
- ማስታወሻ Mastawäsha (2001)
- እግረ፡ መንገድ Egrä Mängäd (2003), recueil d’articles
- ሌቱም፡ አይነጋልኝ Letum Aynegalign (2004, pierwotnie napisana po francusku jako Les Nuits d'Addis-Abeba, potem przetłumaczona na amharski przez autora oraz Francisa Falceto)